# Berkan Emir
Berkan Emir (* 6. Februar 1988 in İzmit) ist ein türkischer Fußballspieler.

## Karriere
Emir kam 1988 im türkischen İzmit auf die Welt. Seine Eltern waren aus der Provinz Trabzon hierhergezogen. Mit dem Vereinsfußball begann er 2000 in der Jugend von İzmit Bekirpaşaspor. Bereits ein Jahr später wechselte er in die Jugend von Kocaelispor. Während seiner Zeit bei Kocaelispor wurden die Talentjäger von Beşiktaş Istanbul auf ihn aufmerksam und holten ihn 2004 in ihre Jugendabteilung. Nach einem Jahr bei Beşiktaş kehrte er 2005 wieder in die Jugend von Kocaelispor zurück. Hier spielte er die nächsten zwei Jahre für die Jugend- bzw. Reservemannschaft des Vereins. 
Im Sommer 2007 wechselte er mit einem Profivertrag ausgestattet zum Viertligisten Orhangazispor. Hier machte er sein erstes Pflichtspiel gegen den Erzrivalen Orhangazi Gençlerbirliği. Nach diesem Spiel erkämpfte er sich schnell einen Stammplatz und absolvierte bis zum Saisonende 23 Ligaspiele. Nach einem weiteren Jahr für Orhangazispor verließ er im Sommer 2009 diesen Verein und wechselte innerhalb der Liga zu Bursa Nilüferspor. Bereits ein Jahr später wechselte er erneut den Verein und heuerte diesmal beim Ligarivalen Gümüşhanespor an. Während er bei Nilüferspor nur sporadisch zu Einsätzen gekommen war, eroberte er sich bei seinem neuen Verein sofort einen Stammplatz.
Nachdem er für Gümüşhanespor bis zum Sommer 2011 in der TFF 3. Lig aktiv war, wechselte er innerhalb der Liga zu Kahramanmaraşspor. Bei diesem Verein gelang ihm auf Anhieb der Sprung in die Startformation. In seiner ersten Saison für Kahramanmaraşspor, der Viertligasaison 2011/12, gelang es ihm mit seinem Team als Playoffsieger in die TFF 2. Lig aufzusteigen. In die 2. Lig beendete man die Saison als Meister und stieg das zweite Mal in Folge auf. Dieses Mal in die zweithöchste türkische Spielklasse, in die TFF 1. Lig. Aydoğan absolvierte nahezu alle Ligapartien für seine Mannschaft.
Zum Sommer 2013 wechselte er zum Zweitligisten Karşıyaka SK. Bereits nach einer halben Spielzeit wurde er vom Erstligisten Balıkesirspor verpflichtet.
Im Sommer 2015/16 wechselte er zum Erstligisten Kayserispor und eine Saison später zu Alanyaspor. Bei Alanyaspor blieb Emir zwei Jahre und ging danach zu Göztepe Izmir.

## Erfolge
mit Kahramanmaraşspor
- Playoffsieger der TFF 3. Lig und Aufstieg in die TFF 2. Lig: 2011/12
- Meister der TFF 2. Lig und  Aufstieg in die TFF 1. Lig: 2012/13